# 10267 Giuppone
10267 Giuppone este o planetă minoră (asteroid) din centura de asteroizi. A fost descoperită pe 7 noiembrie 1978 la Observatorul Palomar de Eleanor F. Helin. 
Obiectul prezintă o orbită caracterizată de o semiaxă mare de 2,835822 UAi, o excentricitate de 0,08, o înclinație de 3,12446 ° în raport cu ecliptica.